# 533
Évszázadok: 5. század – 6. század – 7. század
Évtizedek: 480-as évek – 490-es évek – 500-as évek – 510-es évek – 520-as évek – 530-as évek – 540-es évek – 550-es évek – 560-as évek – 570-es évek – 580-as évek
Évek: 528 – 529 – 530 – 531 –  532 – 533 – 534 – 535 – 536 – 537 – 538

## Események

### Bizánci Birodalom
- Miután Gelimer, az északi-afrikai vandálok királya durván visszautasította Iusztinianosz császár követelését, hogy hagyjon fel a nem-ariánus keresztények üldözésével, a császár háborút indít a vandálok ellen. Előzetesen diplomatái révén fellázítja Szardínia és Tripolitánia lakosságát a vandál uralom ellen, és amíg a vandál flotta Szardíniánál van lekötve, Belisarius vezetésével 15 ezres sereget küld Észak-Afrikába. Az itáliai Osztrogót Királyság (amely Theoderic király nővére, Amalafrida nővérének bebörtönzése miatt egyébként is feszült viszonyban van a vandálokkal) engedi, hogy a bizánci flotta használja Szicília kikötőit. A támadás hírére Gelimer kivégezteti nagybátyját, Hildericet, a fogságban tartott előző vandál uralkodót.
- Belisarius jelentősebb ellenállás nélkül elér Karthágóhoz, a vandálok fővárosához, a 10. mérföldkőnél visszaveri Gelimer ellentámadását, majd elfoglalja a várost.
- Gelimer visszavonul Numidiába, ahol nagy sereget gyűjt és megindul Karthágó felé. Belisarius elémegy és a tricamarumi csatában merész lovasrohammal szétszórja a vandálokat. Hippo Regius városa harc nélkül megadja magát a bizánciaknak. Gelimer előbb Hispániába akar menekülni, majd amikor a bizánci flotta ezt megakadályozza, a hegyi berber törzsek között bujdokol.
- Elkészülnek a Pandekták, a római jogtudósok munkáinak gyűjteménye.
- Iusztinianosz elismeri a római pápát valamennyi keresztény püspök fejének.
- Súlyos földrengés rázza meg Aleppó környékét, 130 ezer áldozatot követelve.

### Európa
- Mercuriust választják római pápává, aki nevét Jánosra változtatja.[1]
- Meghal I. Theuderic, a Frank Birodalom Austrasiának is nevezett részének uralkodója. Utóda fia, I. Theudebert.
- A második orléans-i zsinaton megtiltják a Frank Birodalomban a zsidók és keresztények házasságát.

## Halálozások
- Január 13. – Szent Remigius, reimsi püspök
- I. Theuderic, frank király
- Hilderic, vandál király

## Fordítás
- Ez a szócikk részben vagy egészben  a(z)   533 című angol Wikipédia-szócikk ezen változatának fordításán alapul.  Az eredeti cikk szerkesztőit annak laptörténete sorolja fel. Ez a jelzés csupán a megfogalmazás eredetét és a szerzői jogokat jelzi, nem szolgál a cikkben szereplő információk forrásmegjelöléseként.